# Кухарська вулиця
Ку́харська ву́лиця — зникла вулиця, що існувала в Дарницькому районі міста Києва, місцевість село Шевченка. Пролягала від провулку Чебишова до вулиці Умільців.

## Історія
Виникла в середині 1950-х років під назвою Нова вулиця. Назву Кухарська вулиця набула 1958 року.
Ліквідована в середині 1980-х років у зв'язку зі знесенням малоповерхової забудови села Шевченка.